# Cemitério de Sleepy Hollow

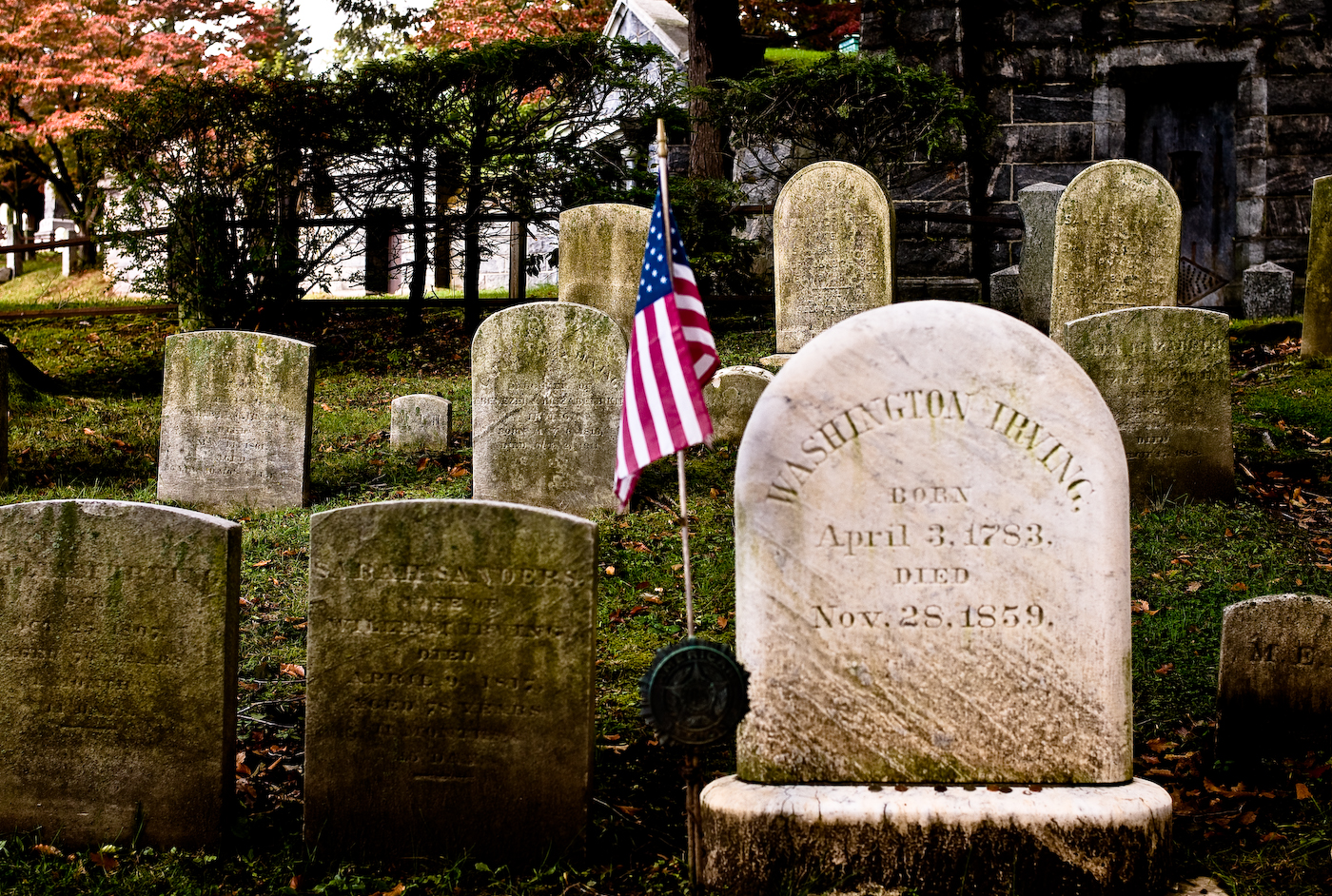
Sepultura de Washington Irving

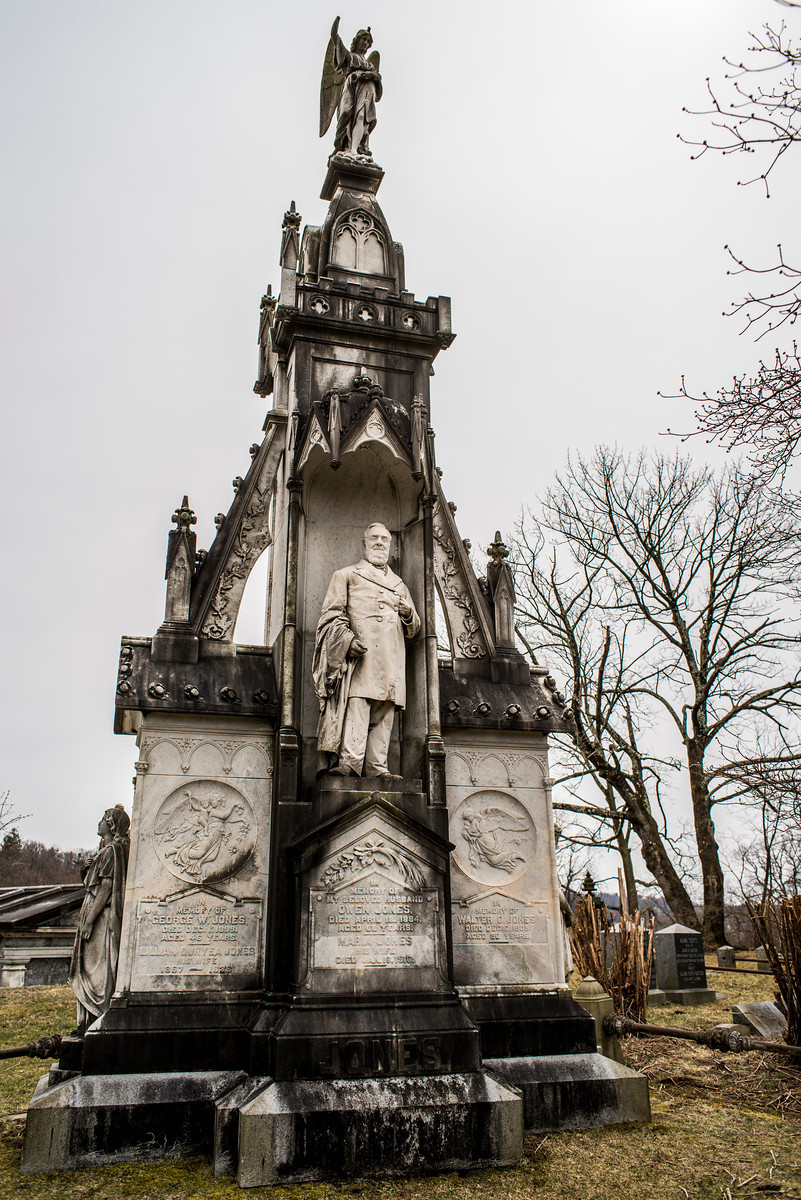
Monumento a Owen Jones.

O Cemitério de Sleepy Hollow (em inglês:  Sleepy Hollow Cemetery), situado na 540 North Broadway, em Sleepy Hollow, estado de Nova Iorque, é um cemitério onde estão sepultadas diversas personalidades, dentre as quais Washington Irving, cujo conto "The Legend of Sleepy Hollow" ocorre na adjacente Velha Igreja Holandesa de Sleepy Hollow (Old Dutch Church of Sleepy Hollow).
Criado em 1849 como Cemitério de Tarrytown (Tarrytown Cemetery), foi listado no Registro Nacional de Lugares Históricos em 3 de junho de 2009.

## História
O cemitério não tem fins lucrativos, local não-sectário de enterramento com cerca de 90 acre(s)s (360 000 m2). É contíguo mas separado do pátio da igreja da The Legend of Sleepy Hollow. A residência da família Rockefeller, vizinha ao cemitério, abriga o cemitério particular da família.

## Sepultamentos notáveis
- Viola Allen (1869–1948), atriz;
- John Dustin Archbold (1848–1916), um diretor da Standard Oil Company;
- Elizabeth Arden (1878–1966), mulher de negócios que construiu uma empresa de produtos de beleza;
- Brooke Astor (1902–2007), filantropa e socialite;
- Vincent Astor (1891–1959), filantropo, membro da Familia Astor;
- Leo Baekeland (1863–1944), pai do plastico; Bakelite tem seu nome. O assassinato da esposa de seu neto,Barbara, por seu bisneto, Tony, foi contada no livro Savage Grace;
- Robert Livingston Beeckman (1866–1935), politico americano e governador de Rhode Island;
- Holbrook Blinn (1872–1928), ator americano;
- Henry Evelyn Bliss (1870–1955), desenvolveu o sistema de classificação de livrarias Bliss;
- Artur Bodanzky (1877–1939), maestro da New York Metropolitan Opera;
- Edward Bowes (1874–1946), estrela da Era de Ouro do Radio, apresentadora da Major Bowes' Amateur Hour;
- Alice Brady (1892–1939), atriz estadunidense;
- Andrew Carnegie (1835–1919), homem de negócios e filantropo. Seu monumento foi erguido pelo escultor escocês George Henry Pauli;
- Louise Whitfield Carnegie (1857–1946), esposa de Andrew Carnegie;
- Walter Chrysler (1875–1940), homem de negócios, encarregado pelo Chrysler Building e fundador da Chrysler Corporation;
- Francis Pharcellus Church (1839–1906), editor do New York Sun, escritor do editorial "Yes, Virginia, there is a Santa Claus";
- William Conant Church (1836–1917), cofundador do Armed Forces Journal e da National Rifle Association;
- Henry Sloane Coffin (1877–1954), professor, pregador e autor;
- William Sloane Coffin, Sr. (1879-1933);
- Kent Cooper (1880–1965), chefe influente da Associated Press de 1925 a 1948;
- Jasper Francis Cropsey (1823–1900), pintor de paisagens e arquiteto; desenhou as agora demolidas estações de trem elevadas da Sexta Avenida de Nova Iorque ;
- Geraldine Rockefeller Dodge, herdeira e matrona das artes;
- William Harris Douglas (1853–1944), Deputado federal por Nova Iorque;
- Maud Earl (1864–1943), Pintor anglo-americano;
- Parker Fennelly (1891–1988), ator americano;
- Malcolm Webster Ford (1862–1902), campeão amador de atletismo e jornalista; irmão de Paul, se suicidou após matar seu irmão;
- Paul Leicester Ford (1865–1902), editor, bibliógrafo, novelista, e biógrafo; irmão de Malcolm Webster Ford, pelas mãos de quem foi morto;
- Hermann Frasch (1851-1914), engenheiro, o Rei do Sulfurio;
- Samuel Gompers (1850–1924), fundador da American Federation of Labor;
- Madison Grant (1865–1937), eugenista e conservador, autor de The Passing of the Great Race;
- Moses Hicks Grinnell (1803–1877), congressista e encarregado do Central Park;
- Walter Smith Gurnee (1805–1903), prefeito de Chicago;
- Robert Havell, Jr. (1793–1878), artista anglo-americano que imprimiu e coloriu a serie de pássaros monumentais americanos de John James Audubon, também pintor do estilo da Hudson River School;
- Mark Hellinger (1903–1947), conhecido como jornalista do teatro de New York. O Mark Hellinger Theatre na cidade de Nova Iorque tem seu nome; produziu The Naked City, um film noir de 1948;
- Harry Helmsley (1909–1997), imperador no ramo imobiliário que construiu uma companhia que se tornou uma das maiores proprietárias de imóveis nos Estados Unidos, como também sua esposa Leona Helmsley (1920–2007), em um mausoléu de vidro temperado com vista panorâmica do horizonte de Manhattan. Leona deixou de herança $12 milhões para seu cachorro;
- Raymond Hood (1881–1934), arquiteto;
- William Howard Hoople (1868–1922), líder do movimento do sec.19 American Holiness; cofundador da associação de Igrejas Pentecostais da América, e um dos lideres pioneiros da Church of the Nazarene;
- Washington Irving (1783–1859), autor de "The Legend of Sleepy Hollow" e "Rip Van Winkle";
- William Irving (1766–1821), congressista por New York;
- George Jones (1811–1891), um dos fundadores do New York Times;
- Albert Lasker (1880–1952), pioneiro da indústria da propaganda Americana, sócio do time de baseball Chicago Cubs, e a esposa Mary Lasker (1900–1994), uma ativista pela saúde Americana e recebedora da Presidential Medal of Freedom e da Congressional Gold Medal;
- Walter William Law  (1871–1958), advogado e politico, filho de Briarcliff Manor;
- Lewis Edward Lawes (1883–1947), guarda aposentado da prisão de Sing Sing ;
- William Edgar Le Roy (1818–1888),almirante da Marinha dos Estados Unidos;
- Ann Lohman (1812–1878) também conhecida por Madame Restell,provedora de patentes medicas e de abortos do sec. 19;
- Charles Millard (1873–1944), deputado federal por New York;
- Darius Ogden Mills (1825–1910), fez fortuna durante a corrida do ouro na Califórnia e expandiu sua riqueza com imóveis na cidade de Nova Iorque
- Belle Moskowitz (1877–1933), conselheiro politico e ativista social;
- Robertson Kirtland Mygatt (1861–1919), notório pintor de paisagens Americano, participou do movimento Tonalista dentro do Impressionismo;
- Nathaniel Holmes Odell (1828–1904), Deputado por New York;
- William Orton (1826 - 1878), Presidente da Western Union[2];
- Whitelaw Reid (1837–1912), jornalista e editor do New York Tribune, candidato a Vice-Presidente por Benjamin Harrison em 1892, derrotado por Adlai E. Stevenson I; genro de D.O. Mills;
- William Rockefeller (1841–1922), chefe em New York da Standard Oil Company;
- Edgar Saltus (1855–1921), novelista americano;
- Francis Saltus Saltus (1849–1889), poeta decadente e boêmio Americano;

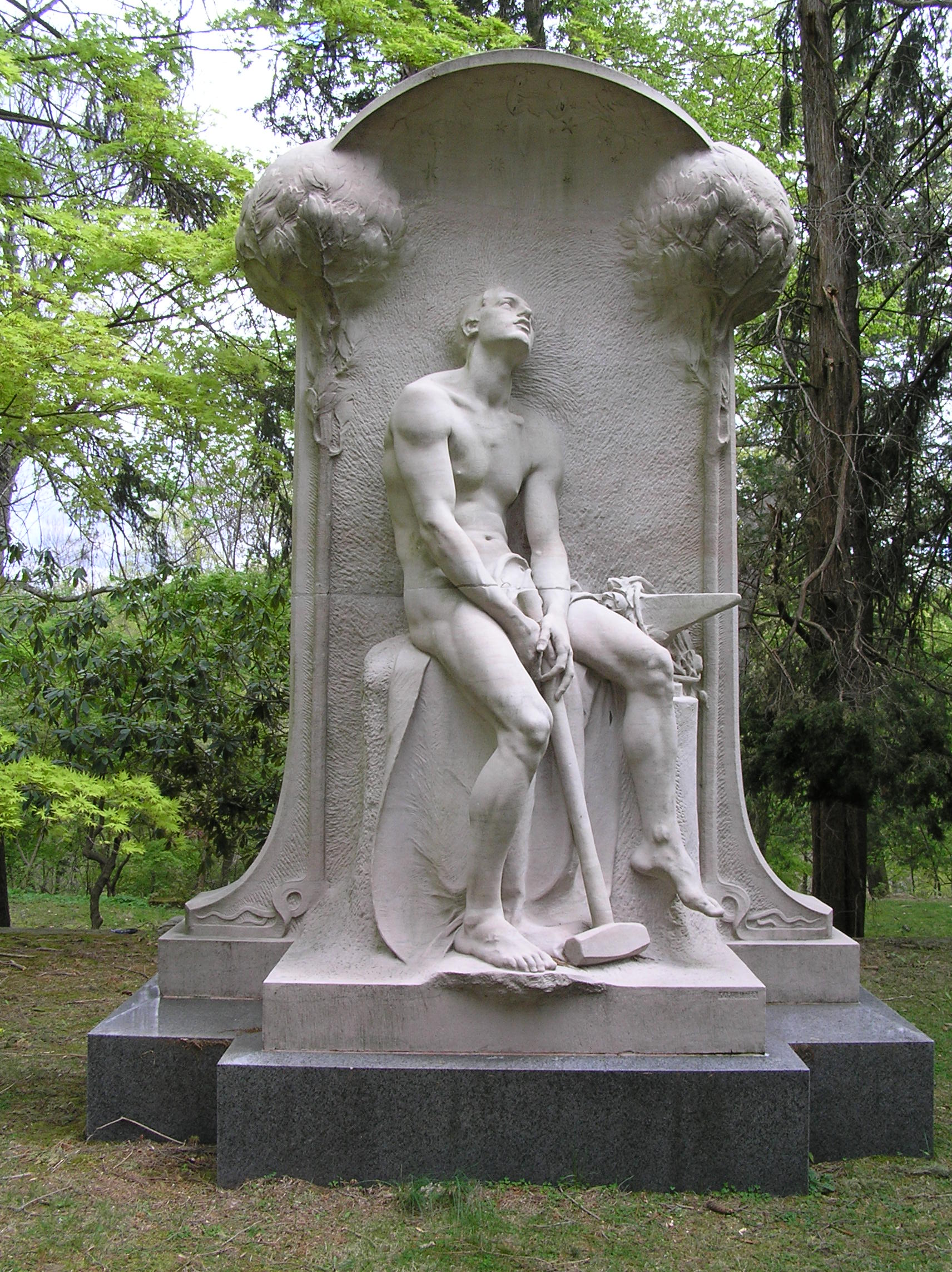
Memorial Henry Villard por Karl Bitter.

- Carl Schurz (1820–1906), senador, secretario do interior no governo de Rutherford B. Hayes. O parque Carl Schurz em New York carrega seu nome;
- Charles Sheeler (1883–1965), pintor e fotografo;
- William Griggs Stahlnecker (1849–1902), deputado federal por New York;
- William Boyce Thompson (1869–1930), fundador da Newmont Mining e financista;
- Joseph Urban (1872–1933), arquiteto e desenhista de cenários teatrais;
- Henry Villard (1835–1900), barão de ferrovias cujo monumento foi criado por Karl Bitter;[3]
- Oswald Garrison Villard (1872–1949), filho de Henry Villard e neto de William Lloyd Garrison; um dos fundadores da National Association for the Advancement of Colored People;
- William Adams Walker (1805–1861), deputado federal por New York;
- Paul Warburg (1868–1932), banqueiro teuto-americano e advogado do sistema U.S Federal Reserve;
- Worcester Reed Warner (1846–1929), engenheiro mecânico e fabricante de telescópios;
- Thomas John Watson (1874–1956), transformou uma pequena fabrica de maquinas calculadoras na IBM;
- Egerton Swartwout (1870-1943),arquiteto de New York;
- Hans Zinsser (1878–1940), microbiológo e um autor prolifico.